# Fuse damm
Fuse damm är en sjö i Vetlanda kommun i Småland och ingår i Emåns huvudavrinningsområde.